# Villa Pessina
La Villa Pessina es una histórica residencia del lago de Como en Italia.

## Historia
El palacete fue construido en los años 1920 por encargo de la familia Pessina. No se conoce con seguridad la identidad de los proyectistas, pero la semejanza estilística con la más famosa Villa La Gaeta, obra de los hermanos Gino y Adolfo Coppedè, ha generado a lo largo del tiempo varias críticas de plagio. Sin embargo, es cierto que ambas villas fueron ralizadas por la misma empresa de construcción.

## Descripción
La villa se sitúa en el pueblo de Tremezzo en la comuna de Tremezzina.
El edificio presenta un estilo ecléctico que combina elementos neogóticos y medievales con rasgos modernistas. Las fachadas se destacan por el uso de piedra clara, ladrillo y madera en las decoraciones. Una gran torre con ventanas geminadas y que culmina con una logia caracteriza la fachada orientada hacia el lago.